# Ash Brannon
Ash Brannon (Columbus, 19 de julho de 1969) é um animador, escritor e cineasta norte-americano. Como reconhecimento, foi nomeado ao Oscar 2008 na categoria de Melhor Filme de Animação por Surf's Up.